# GRECO
GRECO (französisch Groupe d'États contre la Corruption, englisch Group of States against Corruption) ist eine Staatengruppe des Europarats. Sie wurde 1999 von 17 Mitgliedern des Europarates gegründet, um die Korruption europaweit zu bekämpfen.
Die Organisation hat 50 Mitglieder (Stand 30. Januar 2020), davon 48 europäische Staaten und die Vereinigten Staaten (USA). Die Europäische Union (EU) prüft eine Mitgliedschaft.
Die Ratifikation des Strafrechtsübereinkommens über Korruption des Europarates ist keine Bedingung für die Mitgliedschaft in der GRECO.

## Arbeitsweise
Die GRECO hat an ihrer ersten Sitzung vom 4. bis 6. Oktober 1999 Rules of Procedure erlassen, die seither laufend ergänzt wurden.
Hauptsächliches Instrument für die Überprüfung der Korruptionsbekämpfung ist das Länderexamen. Dies geschieht aufgrund von Fragebögen und Inspektionen vor Ort. Der Berichtsentwurf wird mit dem geprüften Mitgliedstaat zusammen bereinigt und finalisiert. Anschließend wird der Bericht im Plenum der GRECO diskutiert und verabschiedet. Der Bericht und allfällige Empfehlungen sind grundsätzlich vertraulich. Mit Einverständnis des geprüften Mitgliedstaates werden sie veröffentlicht.